# Pont Russey Keo
Le Pont Russey Keo est un pont à haubans à Phnom Penh au Cambodge sur le Tonlé Sap, il relie le quartier de Russey Keao à Chroy Changvar et Prek Leap au nord, récemment attaché à la commune, il est destiné à soulager le pont Chroy Changvar, 2 500 mètres en aval, qui était jusqu'en mai 2018, le seul pont sur cette rivière à Phnom Penh. Il a été construit par l'Overseas Cambodia Investment Corporation (OCIC). Le pont a été ouvert à la circulation le  10 avril 2023 pour les fêtes du nouvel an khmer.

## Construction
La construction devait se faire en 28 mois; elle a débuté en mai 2018.
Devant l'urgence de la situation, un pont provisoire en acier avait été construit sur le Tonle Sap, juste à côté du futur pont et a été inauguré ce même mois de mai 2018, il devrait être détruit être démonté courant 2023.

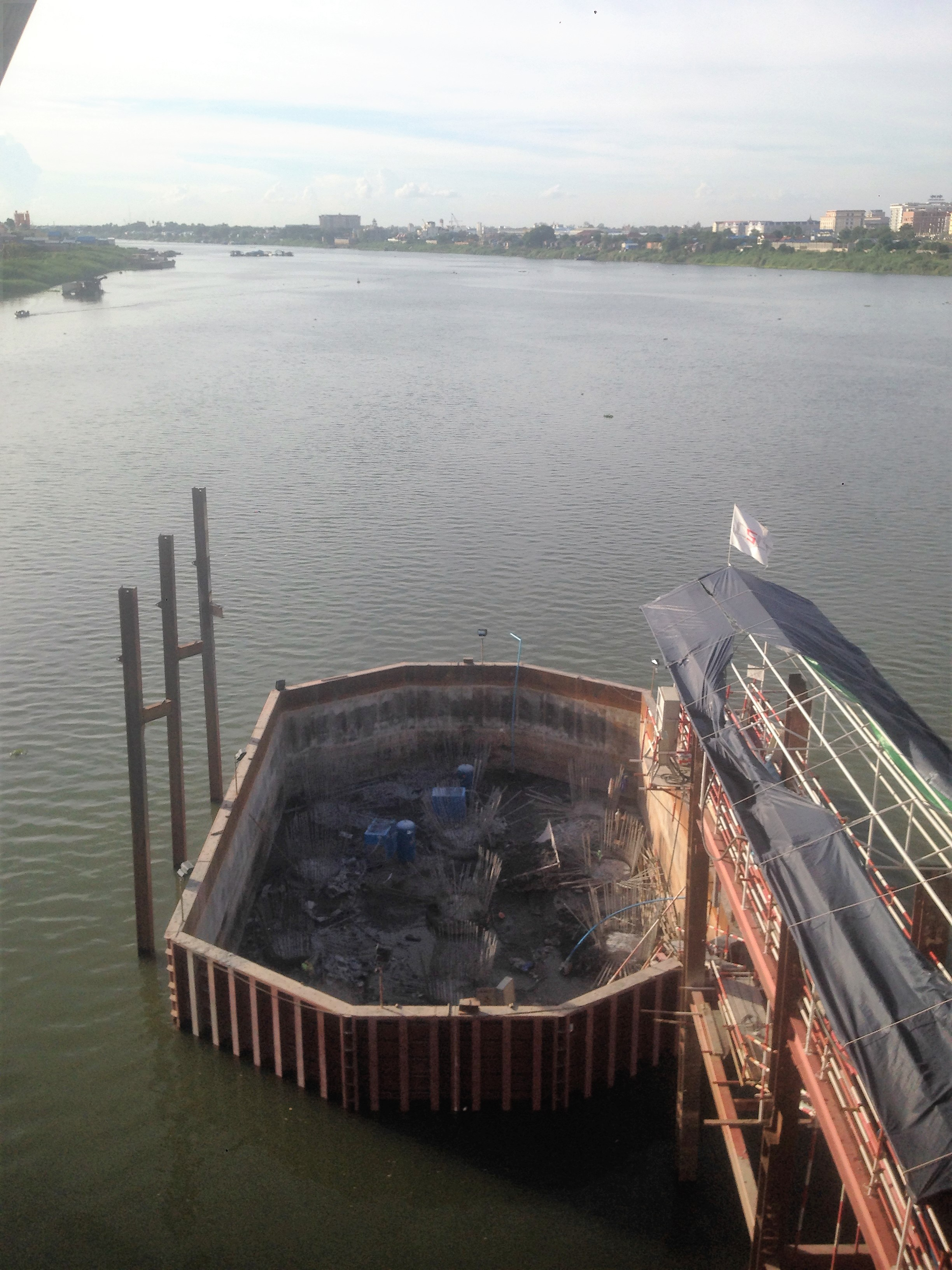
Peu après le début des travaux, en juin 2020.
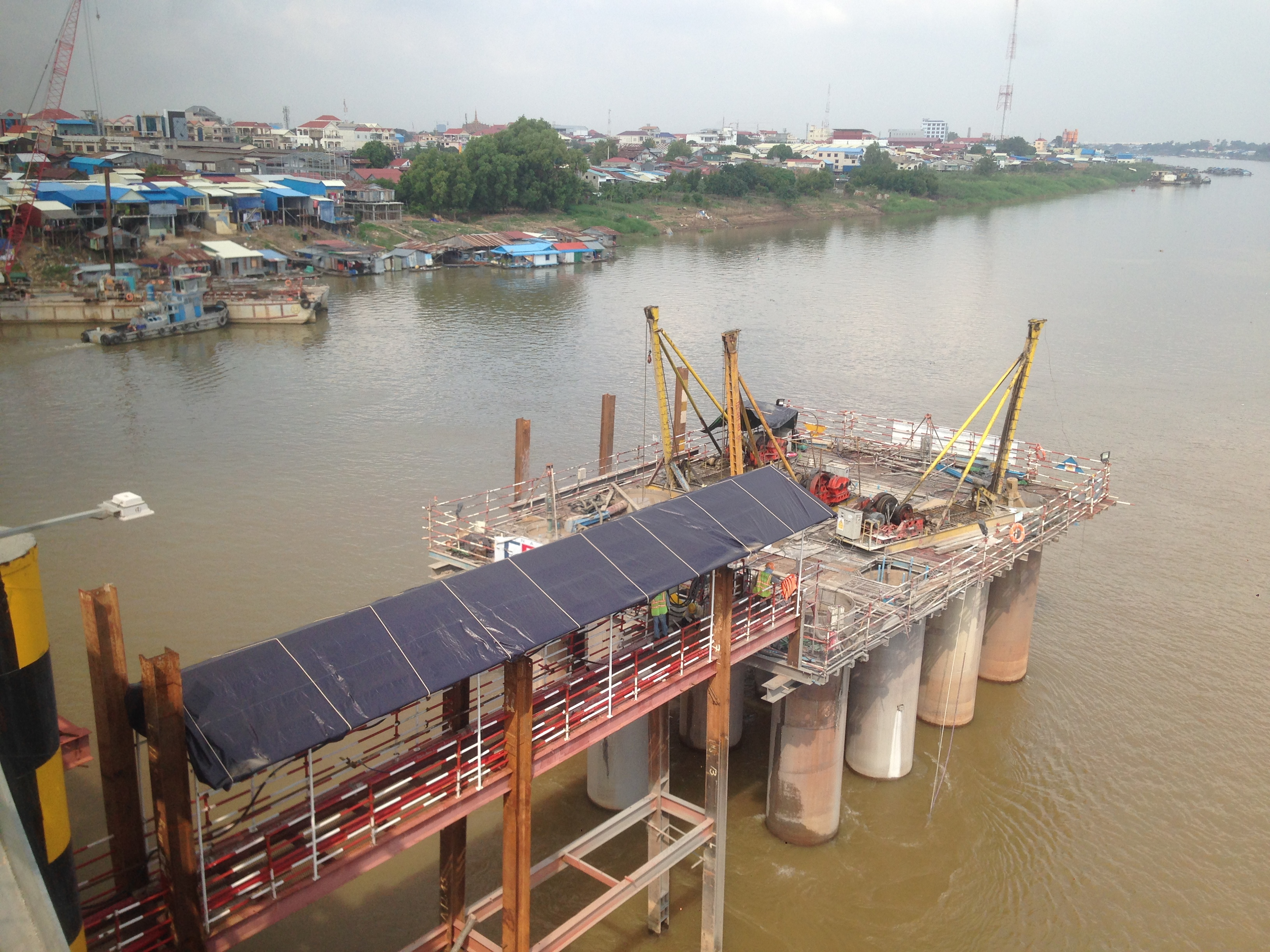
Fondation d'un pylone, en juillet 2020.
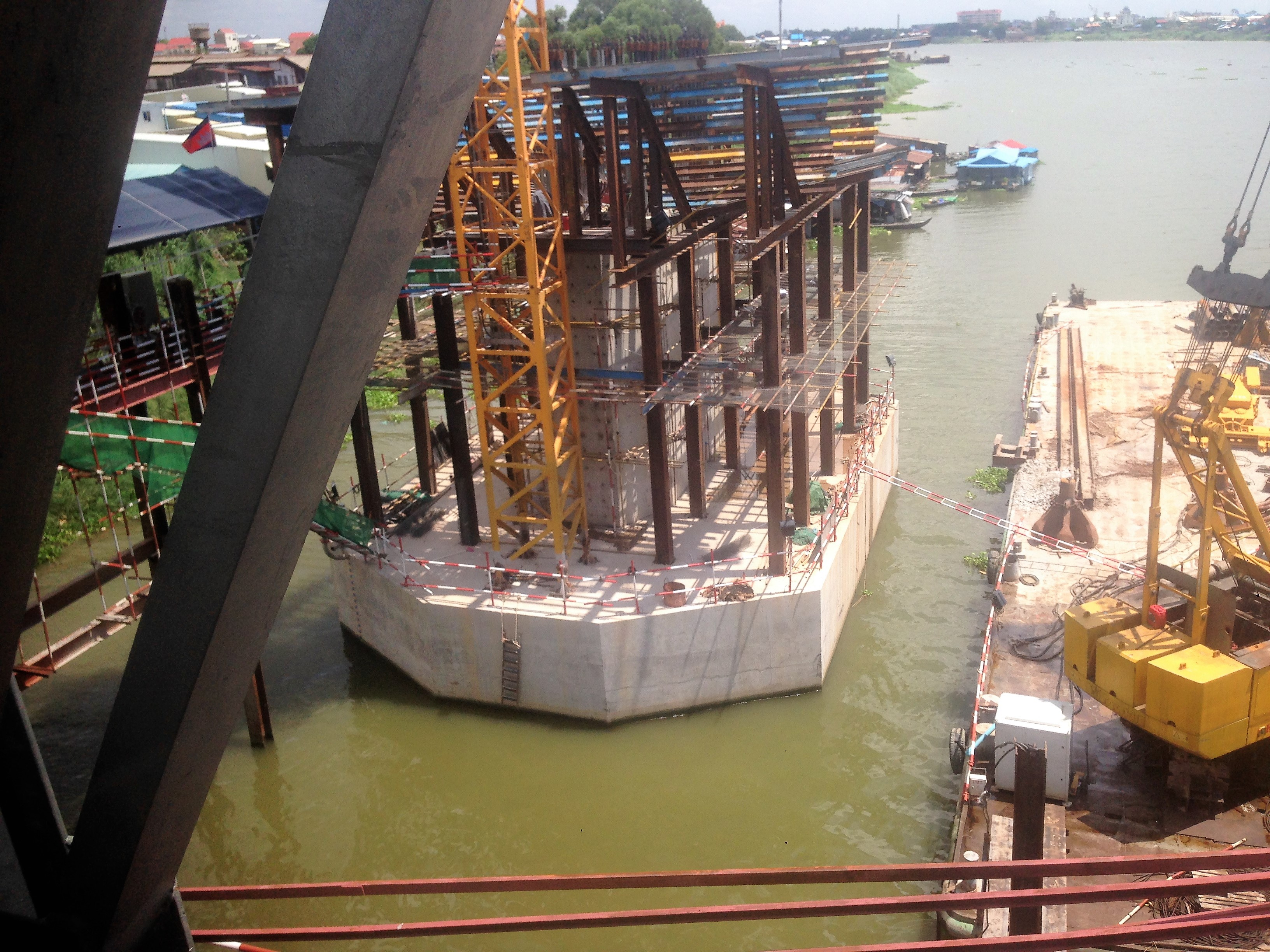
Base d'un pylone, en novembre 2020.
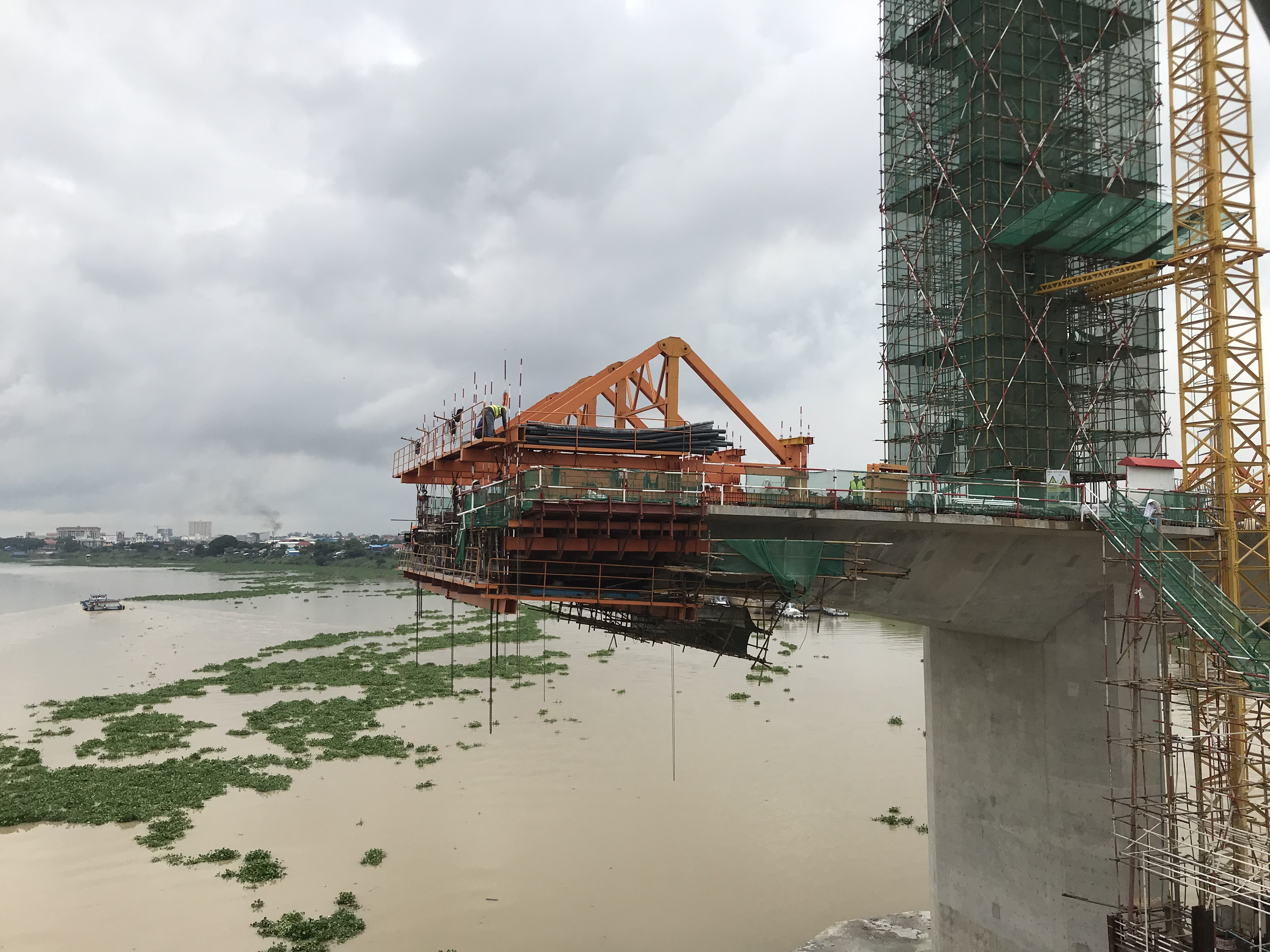
Tablier, en mai 2022.
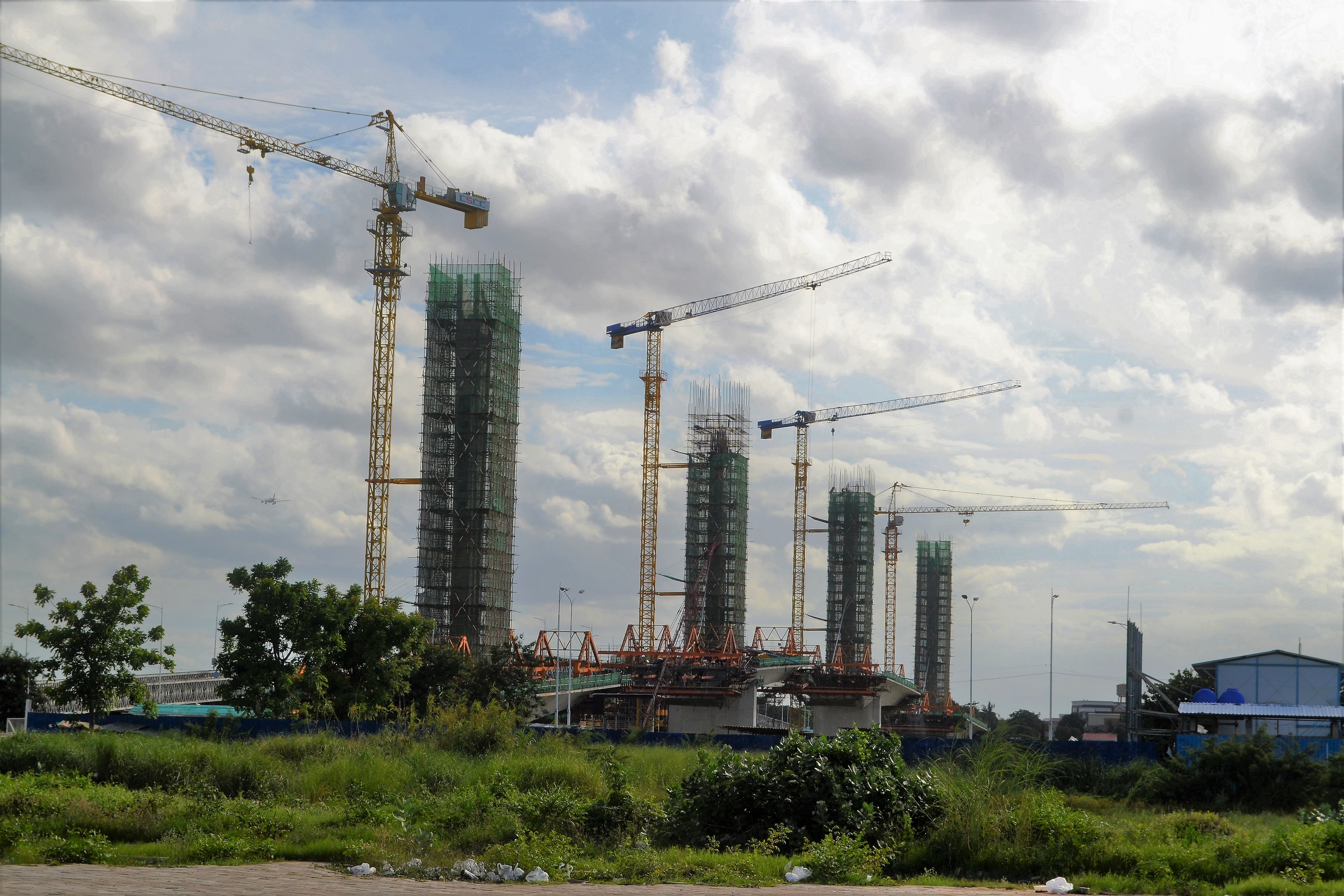
Premiers haubans, en mai 2022.
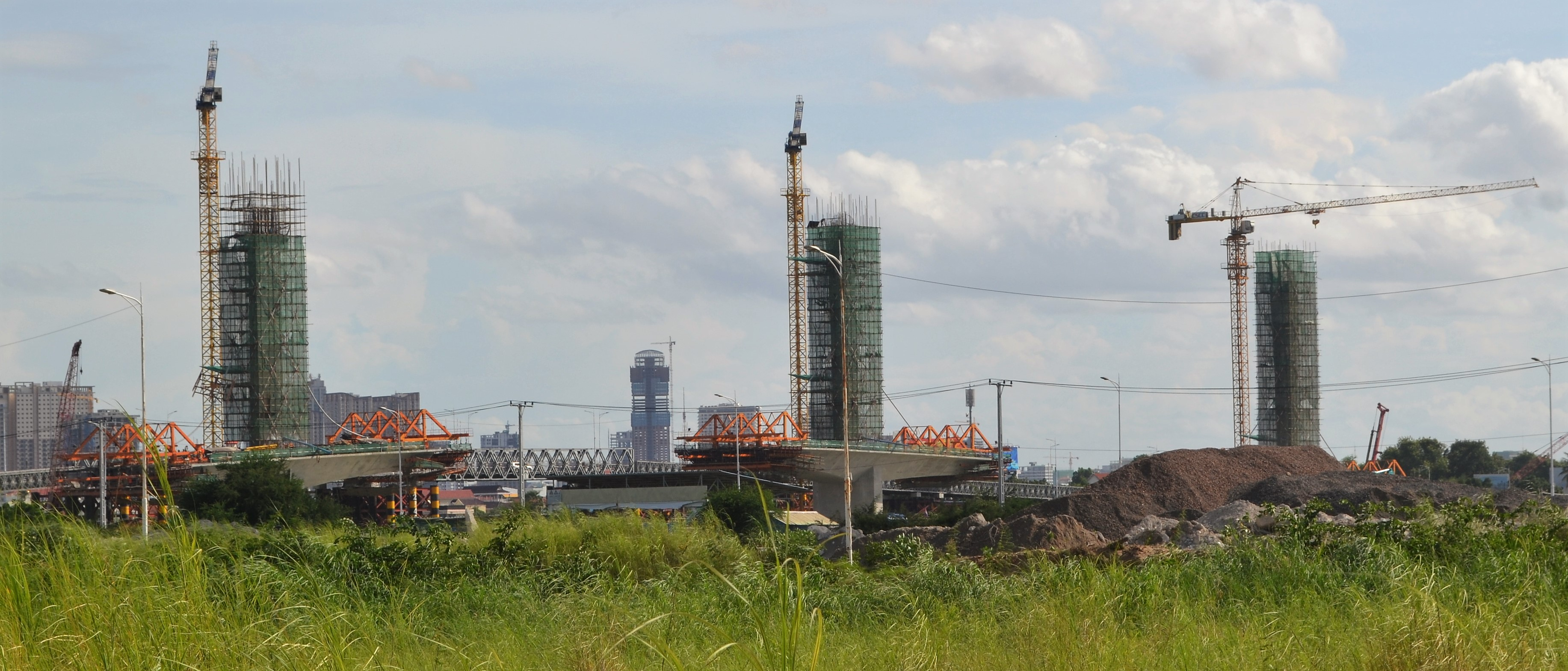
Avancement des travaux, en mai 2022 (on peut apercevoir le pont provisoire en acier).